# 酆云鹤
酆云鹤（1900年4月—1988年12月14日），字琴舫，女，山东利津人，中国苎麻纤维专家，中国民主建国会创始人之一。

## 生平
酆云鹤早年曾就读于济南女子初级师范学校、北京女子高等师范学校学习。1920年考取官费赴美留学，进入俄亥俄州立大学学习化学工程。1928年、1931年先后获硕士、博士学位。毕业后返回中国，任教于燕京大学。1933年前往德国从事人造丝研究，首次用草纤维发明出人造丝。1936年回国后，任中央经济委员会专员。1938年赴重庆创办西南化学工业制造厂，从事苎麻加工研究，最终纺出了“云丝”。1949年她出席了中国人民政治协商会议第一届全体会议。
中华人民共和国成立后，酆云鹤出任纺织工业部顾问、广东省化学研究所副所长。1951年起从事苎麻纤维的化学变性研究，在经过五年的实验后获得成功。1958年担任中南应用化学研究所副所长兼总工程师。文化大革命期间受难，被打为“反动学术权威”。文革结束后，出任上海纺织工业局毛麻纺织工业公司顾问。1979年加入中国共产党。她在上海研制了大量苎麻纤维磺化变性产品，并于1981年获国家科委发明奖。1984年起任湖北省纺织技术顾问。
1988年在广州逝世，终年89岁。

## 社会兼职
曾任第一至三届全国人大代表，第五届全国政协常委，第六届全国政协委员。